# قرنفل أناضولي
قرنفل أناضولي (الاسم العلمي:Dianthus anatolicus) هو نوع من النباتات يتبع جنس القرنفل من الفصيلة القرنفلية.